# Gretna Football Club
Gretna Football Club foi um clube de futebol da cidade de Gretna, na Escócia.

## História

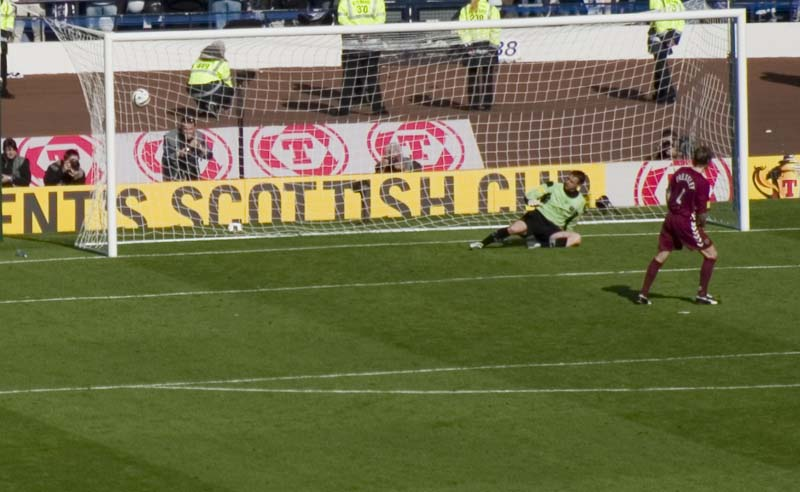
Decisão por pênaltis na final da Copa da Escócia de 2006 entre Heart of Midlothian e Gretna. Steven Pressley (de vermelho) bate um dos pênaltis, vencendo o goleiro Alan Main (verde-claro).

Fundado em 1946, o Gretna disputou a Northern Football League, uma das divisões inferiores no sistema de ligas da Inglaterra, entre 1987 e 2002, chegando a ser bicampeão em 1990–91 e 1991–92.
Com a falência do Airdrieonians, o clube foi escolhido para a vaga na quarta divisão escocesa, terminando em 6º lugar em sua primeira temporada e em 3º em 2003–04. Entre 2004 e 2007, conquistou 3 acessos consecutivos e foi vice-campeão da Copa da Escócia de 2005–06, caindo nos pênaltis para o Heart of Midlothian (4 a 2 para o time de Edimburgo) após empatar por 1 a 1 no tempo normal.
Em sua única participação na Scottish Premiership, o Gretna foi o time com a pior campanha (5 vitórias, 8 empates e 25 derrotas), chegando a ficar 10 jogos sem vencer 2 vezes: a primeira sequência foi entre setembro e novembro de 2007 e a segunda entre março e maio do ano seguinte.
O clube fechou as portas em agosto de 2008 depois de entrar em estado administrativo e não ter conseguido um comprador para manter-se em atividade. Em julho, um grupo de torcedores fundou o Gretna Football Club 2008, considerado um clube fênix do antigo Gretna FC e que disputa as ligas inferiores do futebol escocês, embora não possua qualquer ligação com a antiga equipe.
Mandava suas partidas no estádio Raydale Park, com capacidade para 3.000 torcedores. Suas cores eram preto e branco (uniforme principal) e azul (no segundo uniforme).

## Títulos

### Inglaterra
- Northern League Division One: 1990–91, 1991–92

### Escócia
- Scottish Football League Division Two: 2004–05
- Scottish Football League Division Three: 2005–06
- Scottish Football League Division One: 2006–07

## Treinadores
- Mike McCartney (1988–2000)
- Rowan Alexander (2000–2007)[7]
- Davie Irons (2007–08)
- Andy Smith (2008)
- Mick Wadsworth (2008)